# Vladimir Aleksandrovič Krjučkov
Vladimir Aleksandrovič Krjučkov (in russo Владимир Александрович Крючков?; Caricyn, 29 febbraio 1924 – Mosca, 23 novembre 2007) è stato un politico e poliziotto sovietico.
Fu a capo del KGB, membro del Politburo e del Comitato Centrale del PCUS.
Inizialmente lavorò nel sistema giudiziario sovietico come sostituto procuratore, Krjučkov si laureò all'Accademia diplomatica del Ministero degli affari esteri divenendo un diplomatico. Durante gli anni di servizio all'estero incontrò Jurij Vladimirovič Andropov, che divenne il suo principale mecenate. Dal 1974 al 1988, Krjučkov fu a capo del ramo dell'intelligence estera del KGB, il Capo del I Direttorato (PGU).
Dal 1988 al 1991, Krjučkov fu il 7º Presidente del KGB. Egli fu a capo del tentato colpo di Stato in Unione Sovietica e del Comitato Statale per lo Stato di Emergenza.

## Biografia
Krjučkov nacque nel febbraio del 1924 a Caricyn (successivamente Stalingrado ed oggi Volgograd), in una famiglia della classe operaia. I suoi parenti erano forti sostenitori di Iosif Stalin. Si unì al Partito comunista nel 1944 e diventò un dipendente a tempo pieno della Lega della Gioventù Comunista (Komsomol). Dopo aver preso la laurea in legge Krjučkov iniziò la carriera nel sistema giudiziario sovietico, lavorando come investigatore per l'ufficio del pubblico ministero nella sua città di Stalingrado.
Krjučkov iniziò la sua carriera diplomatica di stanza in Ungheria nel 1959. Lavorò per otto anni nel Comitato Centrale del Partito Comunista, prima di entrare nel KGB nel 1967 insieme al suo mentore Jurij Vladimirovič Andropov. Fu a capo del Primo Direttorato Capo (FCD) (le operazioni straniere del KGB) e vice presidente nel 1978. 
Krjučkov fu tra i membri della comunità dell'intelligence sovietica che interpretarono erroneamente l'esercitazione della NATO del 1983 Able Archer, giudicandolo il preludio di un attacco nucleare. 
Nel 1988, fu promosso al grado di Generale dell'Esercito e divenne capo del KGB.
Negli anni 1989–1990 fu membro del Politburo.
Durante il fallito colpo di Stato dell'agosto del 1991, Krjučkov fu tra i promotori del Comitato di Stato sullo stato di emergenza, responsabile dell'arresto del presidente dell'URSS Michail Gorbačëv. Dopo la sconfitta del Comitato, Krjučkov fu imprigionato per la sua partecipazione al golpe. Tuttavia, nel 1994, la Duma ne dispose la liberazione mediante l'approvazione di un'amnistia. Krjučkov era stato sostituito, come presidente del KGB, da Leonid Šebaršin.
Krjučkov morì all'età di 83 anni il 23 novembre 2007; fu sepolto nel cimitero Troekurovskoe di Mosca.